# Dichondra microcalyx
Dichondra microcalyx là một loài thực vật có hoa trong họ Bìm bìm. Loài này được (Hallier f.) Fabris mô tả khoa học đầu tiên năm 1965.